# Afrikaspiele 2011
Die X. Afrikaspiele (französisch Xèmes Jeux africains, englisch 10th All-Africa Games) fanden vom 3. bis 18. September 2011 in Maputo, Mosambik statt.
Im April 2005 wurde Lusaka, die Hauptstadt von Sambia als Ausrichter der Panafrikanischen Spiele 2011 vom afrikanischen Sportrat bei einem Treffen in Algerien festgelegt. Ein Jahr vorher hatte Ghana eine mögliche Bewerbung in Aussicht gestellt, diese jedoch nicht realisiert. Im Dezember 2008 trat Sambia als Ausrichter der Spiele zurück, da finanzielle Probleme eine Durchführung im Land unmöglich machten. Acht Monate später, im April 2009, erklärte sich Mosambik zur Ausrichtung der Spiele bereit.

## Teilnehmende Nationen
Folgende 53 Nationen haben an den Spielen teilgenommen:
- Ägypten
- Algerien
- Angola
- Äquatorialguinea
- Äthiopien
- Benin
- Botswana
- Burkina Faso
- Burundi
- Kamerun
- Kap Verde
- Dschibuti
- Elfenbeinküste
- Eritrea

- Demokratische Republik Kongo
- Gabun
- Gambia
- Ghana
- Guinea
- Guinea-Bissau
- Kenia
- Komoren
- Republik Kongo
- Lesotho
- Liberia
- Libyen
- Madagaskar
- Malawi

- Mali
- Mauretanien
- Mauritius
- Mosambik
- Namibia
- Niger
- Nigeria
- Ruanda
- São Tomé und Príncipe
- Senegal
- Seychellen
- Sierra Leone
- Somalia
- Südafrika

- Südsudan
- Sudan
- Swasiland
- Tansania
- Tschad
- Togo
- Tunesien
- Uganda
- Sambia
- Simbabwe
- Zentralafrikanische Republik

## Wettkampfstätten
Die Wettkampfstätten waren:
- Eduardo-Mondlane-Universität – Handball, Karate[6]
- Nationalstadion von Zimpeto – Leichtathletik, Fußball
- Josina-Machel-Schule – Badminton
- Pavilion Zimpeto – Basketball
- Pavilion Estrela Vermelha – Boxen
- Chidenguele – Kanusport, Rudersport
- Via Pública – Radfahren
- Estádio do Costa do Sol, Estádio do Maxaquene, Estádio da Machava – Fußball
- Kulturzentrum Matola – Gewichtheben
- Frelimo-Zentralschule – Judo, Taekwondo
- Olympisches Schwimmbad Zimpeto – Schwimmen
- IMAP – Netball
- Zimpeto-Tennisstadion – Tennis
- Centro Mahometano – Tischtennis
- Carreira de Tiro da Matola – Schießsport
- Bilene – Triathlon
- Baía de Maputo – Segelsport
- Pavilhão do Maxaquene – Volleyball
- Filiale der Banco de Moçambique in Matola – Schach

## Wettbewerbe

### Badminton
| Wettbewerb       | Goldmedaille | Land      |
| ---------------- | --- | --------- |
| Dameneinzel      | Susan Ideh | Nigeria   |
| Herreneinzel     | Jacob Maliekal | Südafrika |
| Damendoppel      | Stacey Doubell / Annari Viljoen | Südafrika |
| Herrendoppel     | Ola Fagbemi / Jinkan Ifraimu | Nigeria   |
| Mixed            | Annari Viljoen / Willem Viljoen | Südafrika |
| Mixed-Mannschaft | Susan Ideh / Maria Braimoh Grace Daniel / Fatima Azeez Jinkan Ifraimu / Ibrahim Adamu Ola Fagbemi/Joseph Abah Eneojo Victor Makanju | Nigeria   |

### Basketball
| Gold                           | Senegal         | 8 | 7 | 1 |
| Silber                         | Angola          | 8 | 7 | 1 |
| Bronze                         | Nigeria         | 8 | 6 | 2 |
| 4.                             | Mosambik        | 8 | 6 | 2 |
| Ausgeschieden im Viertelfinale |                 |   |   |   |
| 5.                             | Côte d’Ivoire   | 8 | 4 | 4 |
| 6.                             | Kenia           | 8 | 3 | 5 |
| 7.                             | Ruanda          | 8 | 3 | 5 |
| 8.                             | Algerien        | 8 | 2 | 6 |
| 5. Platz der Vorrunde          |                 |   |   |   |
| 9.                             | Kamerun         | 7 | 2 | 5 |
| 10.                            | Dem. Rep. Kongo | 7 | 2 | 5 |
| 6. Platz der Vorrunde          |                 |   |   |   |
| 11.                            | Simbabwe        | 7 | 2 | 5 |
| 12.                            | Mali            | 7 | 2 | 5 |

| Gold                           | Nigeria       | 7 | 6 | 1 |
| Silber                         | Mosambik      | 7 | 5 | 2 |
| Bronze                         | Angola        | 7 | 6 | 1 |
| 4.                             | Algerien      | 7 | 3 | 4 |
| Ausgeschieden im Viertelfinale |               |   |   |   |
| 5.                             | Ägypten       | 7 | 4 | 3 |
| 6.                             | Kap Verde     | 7 | 4 | 3 |
| 7.                             | Ruanda        | 7 | 2 | 5 |
| 8.                             | Côte d’Ivoire | 7 | 1 | 6 |
| 5. Platz der Vorrunde          |               |   |   |   |
| 9.                             | Mali          | 5 | 2 | 3 |
| 10.                            | Südafrika     | 5 | 0 | 5 |

### Beachvolleyball
| Wettbewerb    | Gold                                        | Silber                                     | Bronze                                 |
| ------------- | ------------------------------------------- | ------------------------------------------ | -------------------------------------- |
| Herrenturnier | Südafrika Freedom Chiya Grant Goldschmidt   | Angola Marcio Sequeira Eden Sequeira       | Ghana Ajamako Seidu Evans Tagoe        |
| Damenturnier  | Mauritius Elodie Li Yuk Lo Natacha Rigobert | Südafrika Palesa Sekhenyana Randy Williams | Kenia Margaret Indilara Dorcas Ndasaba |

### Boxen
| Wettbewerb                      | Gold                          | Silber                    | Bronze                                                                 |
| ------------------------------- | ----------------------------- | ------------------------- | ---------------------------------------------------------------------- |
| Halbfliegengewicht (bis 48 kg)  | Thomas Essomba Kamerun        | Mohamed Flissi Algerien   | Roland Serugo Uganda Kibron Tewelde Äthiopien                          |
| Fliegengewicht (bis 52 kg)      | Oteng Oteng Botswana          | Samir Brahimi Algerien    | Moroke Mokhotho Lesotho Climado Guifutela Mosambik                     |
| Bantamgewicht (bis 56 kg)       | Bruno Julie Mauritius         | Reda Benbaziz Algerien    | Ayabonga Sonjica Südafrika Antonio Malie Mosambik                      |
| Leichtgewicht (bis 60 kg)       | Ahmed Mejri Tunesien          | Nogen Mmoloki Botswana    | Jean Richard Colin Mauritius Abdon Mewoli Kamerun                      |
| Halbweltergewicht (bis 64 kg)   | Richarno Colin Mauritius      | Abderrazak Houya Tunesien | Gomotsang Gaasite Botswana Thulani Mbenge Südafrika                    |
| Weltergewicht (bis 69 kg)       | Joseph Mulema Kamerun         | Kehnde Ademuyima Nigeria  | Rayton Okwiri Ghana Siphiwe Lusizi Südafrika                           |
| Mittelgewicht (bis 75 kg)       | Kennedy St Pierre Mauritius   | Saad Kaddous Algerien     | Mujamadjae Kasuto Kamerun Daniel Shishia Kenia                         |
| Halbschwergewicht (bis 81 kg)   | Abdelhafid Benchabla Algerien | Lukman Lawal Nigeria      | David Akankolim Ghana Adjoufou Donfack Kamerun                         |
| Schwergewicht (bis 91 kg)       | Chouaib Boloudinet Algerien   | Efetobor Apochi Nigeria   | Romarik Ngoula Kamerun Muideen Akanji Nigeria                          |
| Superschwergewicht (über 91 kg) | Kamel Rahmani Algerien        | Aymen Trabelsi Tunesien   | Tshisekedi Mbiya Demokratische Republik Kongo Paolo Schaffer Südafrika |

### Fußball
| Wettbewerb    | Gold    | Silber    | Bronze   |
| ------------- | ------- | --------- | -------- |
| Herrenturnier | Ghana   | Südafrika | Kamerun  |
| Damenturnier  | Kamerun | Ghana     | Algerien |

### Handball
Damen
 Gold:  Angola

 Silber:  Republik Kongo

 Bronze:  Kamerun

4. Platz:  Algerien

5. Platz:  Nigeria

6. Platz:  Demokratische Republik Kongo

7. Platz:  Kenia

8. Platz:  Kap Verde

Herren
 Gold:  Ägypten

 Silber:  Angola

 Bronze:  Algerien

4. Platz:  Senegal

5. Platz:  Nigeria

6. Platz:  Kamerun

7. Platz:  Republik Kongo

8. Platz:  Mosambik

### Judo
Männer
| Wettbewerb  | Gold                           | Silber                   | Bronze                                                               |
| ----------- | ------------------------------ | ------------------------ | -------------------------------------------------------------------- |
| bis 60 kg   | Lyes Saker Algerien            | Eniafe Solomon Nigeria   | Nayr Pedro Angola Mohamed El Hadi Elkawisah Libyen                   |
| bis 66 kg   | Ahmed Awad Ägypten             | Youcef Nouari Algerien   | Hocem Khalfaoui Tunesien Siyabulela Mabulu Südafrika                 |
| bis 73 kg   | Larbi Grini Algerien           | Gideon Van Zyl Südafrika | Hussein Hafiz Ägypten Nsa Bassey-Isa Nigeria                         |
| bis 81 kg   | Abderrahmane Benamadi Algerien | Angelo Antonio Angola    | Jude Solomon Nigeria Fetra Ratsimiziva Madagaskar                    |
| bis 90 kg   | Hesham Mesbah Ägypten          | Lyes Bouyacoub Algerien  | Dieudonné Dolassem Kamerun Kinapéya Koné Elfenbeinküste              |
| bis 100 kg  | Franck Moussima Kamerun        | Ramadan Darwish Ägypten  | Kambere Shabani Demokratische Republik Kongo Yacine Meskine Algerien |
| über 100 kg | Faicel Jaballah Tunesien       | Islam El Shebaby Ägypten | Joseph Bebeze Kamerun Bilal Zouani Algerien                          |

Frauen
| Wettbewerb | Gold                        | Silber                     | Bronze                                          |
| ---------- | --------------------------- | -------------------------- | ----------------------------------------------- |
| bis 48 kg  | Amani Khalfaoui Tunesien    | Sandrine Ilendou Gabun     | Franka Audu Nigeria Sabrina Saidi Algerien      |
| bis 52 kg  | Soraya Haddad Algerien      | Ngandeu Weyinjam Kamerun   | Victoria Agbodobiri Nigeria Sando Esther Sambia |
| bis 57 kg  | Nesria Jelassi Tunesien     | Hortense Diédhiou Senegal  | Grace Deutcho Kamerun Raissa Lebomie Nigeria    |
| bis 63 kg  | Séverine Nébié Burkina Faso | Esther Augustyne Südafrika | Saidi Kahina Algerien Fary Seye Senegal         |
| bis 70 kg  | Houda Miled Tunesien        | Antónia Moreira Angola     | Mbala Felicité Kamerun Winifred Gofit Nigeria   |
| bis 78 kg  | Hana Mareghni Tunesien      | Honorine Mafeguim Kamerun  | Amina Temmar Algerien Georgette Sagna Kamerun   |
| über 78 kg | Nihel Chikhrouhou Tunesien  | Sonia Asselah Algerien     | Monica Sagna Senegal Dechantal Fokou Kamerun    |

### Kanusport
Damen
- Kanurennsport
Einer-Canadier 200 m:  Fátima António
Einer-Kajak 200 m:  Bridgitte Hartley
Einer-Kajak 500 m:  Bridgitte Hartley
Zweier-Kajak 500 m:  Bridgitte Hartley/Tiffany Kruger

- Kanuslalom
Einer-Kajak:  Afef Ben Samil

Herren
- Kanurennsport
Einer-Canadier 200 m:  Khaled Bargaoui
Einer-Canadier 1000 m:  Calvin Gaebolae Mokoto
Para-Einer-Canadier 200 m:  Josemar Andrade
Zweier-Canadier 1000 m:  Josphat Ngali/Joseph Ngugu
Einer-Kajak 200 m:  Greg Louw
Einer-Kajak 1000 m:  Mrabet Mohamed Ali
Zweier-Kajak 200 m:  Mike Arthur/Shaun Rubinstein
Zweier-Kajak 1000 m:  Pieter Willem Boasson/Gavin White

- Kanuslalom
Einer-Canadier:  Nadjib Mazar
Einer-Kajak:  Donavan Wewege

### Karate
- - Damen, bis 50 kg: Yasmeen Rashed  Ägypten
  - Damen, bis 55 kg: Ilhem Eldjou  Algerien
  - Damen, bis 61 kg: Boutjaina Hasnaoui  Tunesien
  - Damen, bis 68 kg: Faten Aissa  Tunesien
  - Damen, über 68 kg: Blandine Angama  Kamerun
  - Damen, Kata Einzel: Sarah Aly  Tunesien
  - Damen, Kata Mannschaft:  Algerien
  - Damen, Kumite Mannschaft:  Senegal
  - Herren, bis 60 kg: Abdelkrim Bouamria  Algerien
  - Herren, bis 67 kg: Chérif Idrissa Ba  Senegal
  - Herren, bis 75 kg: Addou Lahat Cisse  Senegal
  - Herren, bis 84 kg: Hany Keshta  Ägypten
  - Herren, über 84 kg: Diop Abdoulaye  Senegal
  - Herren, Kata Einzel: Ahmed Shakwy  Ägypten
  - Herren, Kata Mannschaft:  Ägypten
  - Herren, Kumite Mannschaft:  Ägypten

### Leichtathletik
Siehe Hauptartikel Leichtathletik bei den Afrikaspielen 2011.

### Netball
| Wettbewerb | Gold   | Silber   | Bronze |
| ---------- | ------ | -------- | ------ |
| Damen      | Uganda | Tansania | Sambia |

### Radsport
Damen
| Wettbewerb        | Gold         | Silber            | Bronze            |
| ----------------- | ------------ | ----------------- | ----------------- |
| Straßenrennen     | Lise Burger  | Lise Olivier      | Aurélie Halbwachs |
| Einzel-Zeitfahren | Lise Olivier | Aurélie Halbwachs | Lynette Burger    |

Herren
| Wettbewerb             | Gold                        | Silber      | Bronze                      |
| ---------------------- | --------------------------- | ----------- | --------------------------- |
| Straßenrennen          | Nolan Hoffman               | Jay Thomson | Reinardt Janse van Rensburg |
| Einzel-Zeitfahren      | Reinardt Janse van Rensburg | Darren Lill | Azzedine Lagab              |
| Mannschafts-Zeitfahren | Südafrika                   | Mauritius   | Algerien                    |

### Schach
Damen (Einzel):
Damen (Teamwettbewerb):
:  Ägypten

:  Algerien

:  Südafrika
Herren (Einzel):
- - Goldmedaille: Ahmed Adly  gewann die Schachwettbewerbe der Afrikaspiele 2003 in Abuja, 2007 in Algier und 2011 in Maputo.

Herren (Teamwettbewerb):
:  Ägypten

:  Südafrika

:  Angola

### Schwimmen
- - Damen, 50 Meter Brust : Suzaan van Biljon 
  - Damen, 50 Meter Freistil : Farida Osman 
  - Damen, 50 Meter Rücken : Karin Prinsloo 
  - Damen, 50 Meter Schmetterling : Farida Osman 
  - Damen, 100 Meter Brust: Suzaan van Biljon 
  - Damen, 100 Meter Freistil: Karin Prinsloo 
  - Damen, 100 Meter Freistil (S6–S10) : Natalie du Toit 
  - Damen, 100 Meter Rücken: Kirsty Coventry 
  - Damen, 100 Meter Rücken (S6–S10) : Natalie du Toit 
  - Damen, 100 Meter Schmetterling : Mandy Loots 
  - Damen, 200 Meter Brust  Suzaan van Biljon 
  - Damen, 200 Meter Freistil : Karin Prinsloo 
  - Damen, 200 Meter Lagen : Kirsty Coventry 
  - Damen, 200 Meter Rücken : Kirsty Coventry 
  - Damen, 200 Meter Schmetterling : Mandy Loots 
  - Damen, 200 Meter Lagen (SM6–S10) : Natalie du Toit 
  - Damen, 400 Meter Freistil : Rosanne Tammadge 
  - Damen, 400 Meter Lagen : Kirsty Coventry 
  - Damen, 4 × 100 Meter Freistil :  Südafrika
  - Damen, 4 × 100 Meter Lagen :  Südafrika
  - Damen, 4 × 200 Meter Freistil :  Südafrika
  - Damen, 800 Meter Freistil : Rosanne Tammadge 
  - Damen, 1500 Meter Freistil : Rosanne Tammadge

- - Herren, 50 Meter Brust : Cameron van der Burgh 
  - Herren, 50 Meter Freistil : Gideon Louw 
  - Herren, 50 Meter Rücken : Charl Crous 
  - Herren, 50 Meter Schmetterling : Jason Dunford 
  - Herren, 100 Meter Brust : Cameron van der Burgh 
  - Herren, 100 Meter Freistil : David Dunford 
  - Herren, 100 Meter Freistil (S6–S10) : Kevin Hendry 
  - Herren, 100 Meter Rücken : Charl Crous 
  - Herren, 100 Meter Rücken (S6–S10) : Achmat Hassiem 
  - Herren, 100 Meter Schmetterling : Jason Dunford 
  - Herren, 200 Meter Brust : Darren Parker 
  - Herren, 200 Meter Freistil : Ahmed Mathlouthi 
  - Herren, 200 Meter Lagen : Chad le Clos 
  - Herren, 200 Meter Rücken : Darren Parker 
  - Herren, 200 Meter Schmetterling : Chad le Clos 
  - Herren, 200 Meter Lagen : Kevin Hendry 
  - Herren, 400 Meter Freistil : Ahmed Mathlouthi 
  - Herren, 400 Meter Lagen : Chad le Clos 
  - Herren, 4 × 100 Meter Staffel Freistil :  Südafrika
  - Herren, 4 × 100 Meter Staffel Lagen :  Südafrika
  - Herren, 4 × 200 Meter Staffel :  Südafrika
  - Herren, 800 Meter Freistil : Ahmed Mathlouthi

### Segelsport
- - Damen, Laser Radial:  Bridget Clayton
  - Herren, Laser STD:  Allen Julie
  - Offene 420er:  Südafrika

### Taekwondo
Männer
| Wettkampf  | Gold                               | Silber                        | Bronze                                                                            |
| ---------- | ---------------------------------- | ----------------------------- | --------------------------------------------------------------------------------- |
| bis 54 kg  | Mokdad Lyamine Algerien            | Sherif Shaaban Ägypten        | Usman Sulalman Nigeria Stephen Karuga Njoki Kenia                                 |
| bis 58 kg  | Mohammad Tariq Jamilu Nigeria      | Hamza Gbané Elfenbeinküste    | Yu Feng Wu Südafrika Dickson wamwiri Kenia                                        |
| bis 63 kg  | Wahid Briki Tunesien               | Khalifa Ababacar Sarr Senegal | Ahmed Amr Suleiman Ägypten Botalatala Litofo Cedrick Demokratische Republik Kongo |
| bis 68 kg  | Stephane Moundounga Kombila Gabun  | Nidha Sbouaï Tunesien         | Jean Noël Obou Seri Elfenbeinküste Isah Adam Mohammad Nigeria                     |
| bis 74 kg  | Gorome Kare Senegal                | Seifeddine Trabelsi Tunesien  | Ismael Coulibaly Mali Sunday Onofe Nigeria                                        |
| bis 80 kg  | Abdelrahman Osama Tawfik Ägypten   | Yassine Trabelsi Tunesien     | N’Guessan Sebastien Konan Elfenbeinküste Oumar Cissé Mali                         |
| bis 87 kg  | Ushe Shukwumerije Nigeria          | Anthony Obame Gabun           | Fatao Al Hassan Ghana Issa Bamba Elfenbeinküste                                   |
| über 87 kg | Firmin Saint Nom Zokou Elfenbeink. | Chika Shukwumerije Nigeria    | Kelvin Viriato Mosambik Pierre Nyok Nyok Kamerun                                  |

Frauen
| Wettkampf  | Gold                         | Silber                                                 | Bronze                                                                     |
| ---------- | ---------------------------- | ------------------------------------------------------ | -------------------------------------------------------------------------- |
| bis 46 kg  | Aya Roubi Farhat Ali Ägypten | Bolili Miambanzila Parker Demokratische Republik Kongo | Mareshet Zeudu Weldehana Äthiopien Khady Fall Senegal                      |
| bis 49 kg  | Aminata Makou Traoré Mali    | Radwa Reda Ägypten                                     | Lineo Mochesane Lesotho Joy Ekhator Nigeria                                |
| bis 53 kg  | Rahma Ben Ali Tunesien       | Yemata Meiat Getachew Äthiopien                        | Divine Aide Omo Nigeria Brenda Mahonza Aldine Demokratische Republik Kongo |
| bis 57 kg  | Hedaya Malak Ägypten         | Bineta Diedhiou Senegal                                | Marie Christelle Gbagbi Elfenbeinküste Nana-Or Goundo Republik Kongo       |
| bis 62 kg  | Urgence Mouega Mouega Gabun  | Begashaw Netsanet Fekadu Äthiopien                     | Marie Louise Ngo Ebem Kamerun Sarah Njoki Kenia                            |
| bis 67 kg  | Seham El Sawalhy Ägypten     | Gladys Mwaniki Kenia                                   | Sanele Ginindza Swasiland Sandra Antonio Angola                            |
| bis 73 kg  | Alimatou Diallo Senegal      | Aminata Doumbia Mali                                   | Sonogo Affoue Elfenbeinküste Leka Mini Baridam Nigeria                     |
| über 73 kg | Khaoula Benhamza Tunesien    | Linda Azzedine Algerien                                | Sithandile Dlamini Swasiland Joseph Joyce Malfil Nigeria                   |

### Tischtennis
| Wettbewerb        | Gold                                    | Silber                                      | Bronze                                                                               |
| ----------------- | --------------------------------------- | ------------------------------------------- | ------------------------------------------------------------------------------------ |
| Männer Einzel     | Omar Assar Ägypten                      | El-sayed Lashin Ägypten                     | Ahmed Ali Saleh Ägypten                                                              |
| Frauen Einzel     | Offiong Edem Nigeria                    | Olufunke Oshonaike Nigeria                  | Han Xing Republik Kongo                                                              |
| Männer Doppel     | Ägypten Ahmed Ali Saleh El-sayed Lashin | Ägypten Omar Assar Emad Moselhy             | Republik Kongo Suraju Saka Saheed Idowu Nigeria Segun Toriola Monday Merotohun       |
| Frauen Doppel     | Nigeria Offiong Edem Cecilia Akpan      | Nigeria Olufunke Oshonaike Janet Effiom     | Ägypten Nadeen El-Dawlatly Dina Meshref Republik Kongo Han Xing Onyinyechi Nwachukwu |
| Mixed Doppel      | Nigeria Segun Toriola Offiong Edem      | Nigeria Monday Merotohun Olufunke Oshonaike | Ägypten Omar Assar Dina Meshref Ägypten El-sayed Lashin Nadeen El-Dawlatly           |
| Männer Mannschaft | Ägypten                                 | Nigeria                                     | Algerien                                                                             |
| Frauen Mannschaft | Ägypten                                 | Nigeria                                     | Republik Kongo                                                                       |

### Triathlon
| Wettkampf | Gold             | Silber       | Bronze            |
| --------- | ---------------- | ------------ | ----------------- |
| Damen     | Carlyn Fischer   | Andrea Steyn | Fabienne St Louis |
| Herren    | Erhard Wolfaardt | Abrahm Louw  | Wian Sullwald     |

### Volleyball
Medaillen
| Wettbewerb | Gold     | Silber   | Bronze |
| ---------- | -------- | -------- | ------ |
|            |          |          |        |
| Männer     | Algerien | Kamerun  | Kenia  |
| Frauen     | Kamerun  | Algerien | Kenia  |
|            |          |          |        |

Weitere Informationen zu den Herren-Nationalmannschaften von  Algerien,  Kamerun,  Kenia und  Ruanda finden sich hier.
Weitere Informationen zu den Frauen-Nationalmannschaften von  Kamerun,  Algerien,  Kenia und  Nigeria finden sich hier.
Platzierungen
| Wettbewerb | 4. Platz | 5. Platz | 6. Platz  | 7. Platz   | 8. Platz   | 9. Platz       | 10. Platz | 11. Platz | 12. Platz |
| ---------- | -------- | -------- | --------- | ---------- | ---------- | -------------- | --------- | --------- | --------- |
|            |          |          |           |            |            |                |           |           |           |
| Männer     | Kenia    | Kamerun  | Südafrika | Nigeria    | Seychellen | Republik Kongo | Senegal   | Ghana     | Botswana  |
| Frauen     | Nigeria  | Senegal  | Botswana  | Seychellen | Mosambik   | Tunesien DNS   | Gabun DNS | -         | -         |
|            |          |          |           |            |            |                |           |           |           |

Finalspiele (Männer)
| Spiel            | Begegnung              | Ergebnis | Sätze                                 | Punkte    |
| ---------------- | ---------------------- | -------- | ------------------------------------- | --------- |
|                  |                        |          |                                       |           |
| Halbfinale 1     | Tunesien gegen Kenia   | 3 : 1    | 25:19 - 23:25 - 29:27 - 25:18         | 102 : 89  |
| Halbfinale 2     | Ägypten gegen Algerien | 3 : 1    | 25:21 - 26:24 - 23:25 - 25:21         | 99 : 91   |
| Spiel um Platz 3 | Algerien gegen Kenia   | 3 : 2    | 26:24 - 22:25 - 23:25 - 27:25 - 15:13 | 113 : 112 |
| Finale           | Ägypten gegen Tunesien | 3 : 1    | 21:25 - 25:16 - 25:20 - 25:19         | 96 : 80   |
|                  |                        |          |                                       |           |

Finalspiele (Frauen)
| Spiel            | Begegnung                | Ergebnis | Sätze                         | Punkte  |
| ---------------- | ------------------------ | -------- | ----------------------------- | ------- |
|                  |                          |          |                               |         |
| Halbfinale 1     | Kamerun gegen Seychellen | 3 : 0    | 25:16 - 25:16 - 25:18         | 75 : 50 |
| Halbfinale 2     | Algerien gegen Kenia     | 3 : 0    | 25:23 - 25:22 - 25:20         | 75 : 65 |
| Spiel um Platz 3 | Kenia gegen Seychellen   | 3 : 0    | 25:14 - 25:19 - 25:13         | 75 : 46 |
| Finale           | Algerien gegen Kamerun   | 3 : 1    | 25:17 - 25:23 - 16:25 - 25:16 | 91 : 81 |
|                  |                          |          |                               |         |